# Principato dei Paesi Bassi Uniti
Il Principato dei Paesi Bassi Uniti fu un principato di breve vita, precursore del Regno Unito dei Paesi Bassi nel quale venne riunito assieme ai Paesi Bassi meridionali nel 1815. Il principato venne proclamato nel 1813 quando i vincitori delle Guerre napoleoniche stabilirono una riorganizzazione politica dell'Europa, definita in seguito meglio dal Congresso di Vienna.

## La proclamazione

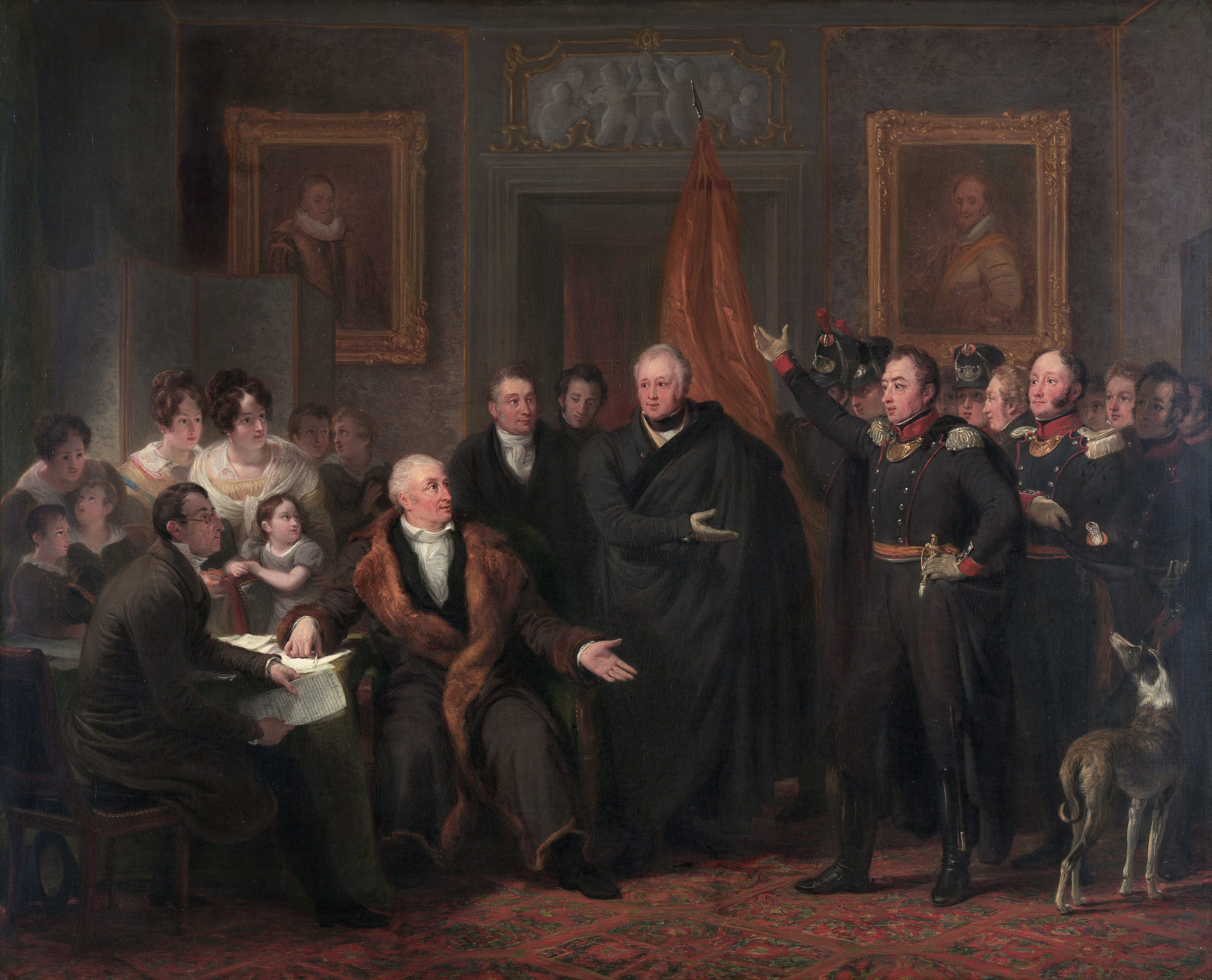
Il triumvirato assume il potere, 21 novembre 1813

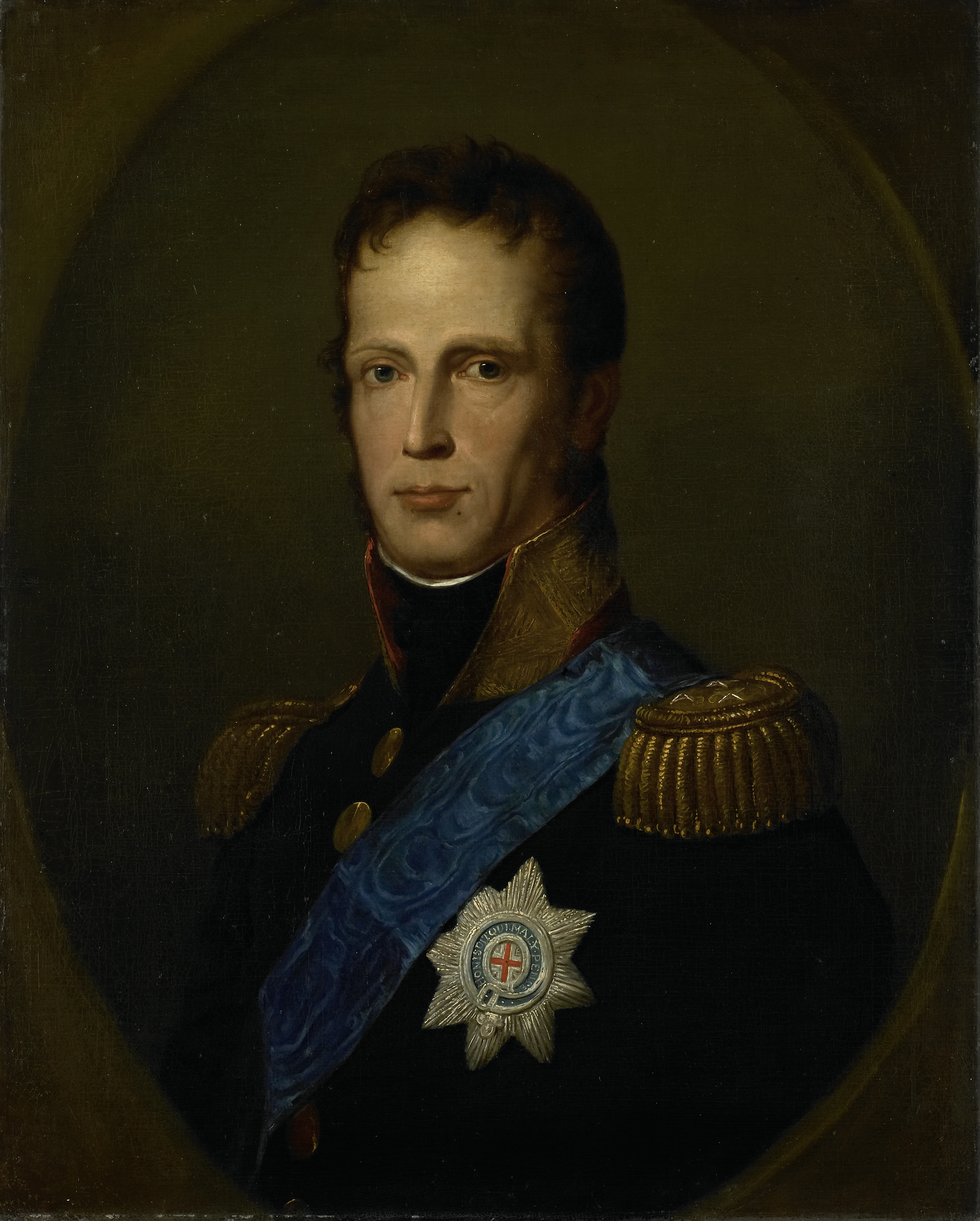
Guglielmo Federico, principe sovrano dei Paesi Bassi Uniti

Dopo la liberazione dei Paesi Bassi dalla Francia ad opera delle truppe prussiane e russe nel 1813, un governo provvisorio prese il controllo dello stato. Questo governo provvisorio venne retto da tre nobili olandesi, Frans Adam van der Duyn van Maasdam, Leopoldo di Limburg Stirum e Gijsbert Karel van Hogendorp. Questo Driemanschap ebbe il controllo dello stato dal 20 novembre, e dichiarò la formazione del Principato dei Paesi Bassi Uniti il giorno seguente.
Venne dato per scontato che ogni nuovo regime avrebbe avuto per capo Guglielmo Federico, figlio dell'ultimo Stadtholder della Repubblica Olandese, Guglielmo V. Anche se diversi membri del nuovo governo provvisorio erano stati tra coloro che avevano scacciato Guglielmo V alla fine del Settecento, molti altri pensavano che avrebbero fatto meglio a scegliere un principe olandese piuttosto che ritrovarsi un principe imposto dagli alleati vincitori. Ricevuto l'invito dal Driemanschap, Guglielmo Federico fece ritorno in patria dal suo esilio in Inghilterra. Sbarcò dalla HMS Warrior a Scheveningen il 30 novembre 1813, ed accettò il trono del principato il 2 dicembre, proclamandosi "Principe Sovrano" dei Paesi Bassi Uniti.

## La costituzione
Sul finire dell'anno, una commissione presieduta da Gijsbert Karel van Hogendorp pose in atto la creazione di una bozza di costituzione nazionale. Il 29 marzo 1814, venne riunita ad Amsterdam la cosiddetta "Assemblea dei Notabili" per votare la bozza finale. 474 dei 600 membri dell'assemblea erano presenti, e di questi solo 26 (in gran parte cattolici) votarono contro. La  costituzione che rimarrà in forza per un anno e poco più, introdusse il concetto di una monarchia centralizzata nel quale il principe aveva molti poteri, pur contenendo diversi elementi anche democratici. Gli Stati Generali vennero decretati come sistema governativo con 55 membri eletti provincialmente dagli Stati provinciali. Questi stati sarebbero stati a loro volta eletti con rappresentanti dalle città, dalle campagne e dalla nobiltà. Gli Stati Generali godevano di diritto di iniziativa e potere di approvare o non approvare le legislazioni. Ad ogni modo il principe godeva il privilegio di poter porre per decreto personale delle leggi, limitando quindi di molto il predetto potere degli Stati Generali. Anche il potere delle province e delle città venne considerevolmente limitato rispetto al periodo della Repubblica Olandese. Molti dei diritti fondamentali di questa costituzione vennero derivati dall'influsso culturale del periodo di dominazione francese. La costituzione incluse anche la libertà di religione, oltre ad una revisione del codice civile e penale. Guglielmo Federico venne formalmente intronato come principe dall'assemblea nella Nieuwe Kerk ("Chiesa Nuova") di Amsterdam, il 30 marzo.

## La riunificazione
Nei territori degli ex Paesi Bassi austriaci, conquistati dalla Francia nel 1794 ed annessi nel 1795, gli Alleati facevano velocemente dei progressi. Si presentò dunque da subito il problema su cosa fare di questi territori. Le trenta famiglie più importanti di Bruxelles espressero la volontà di restaurare il vecchio governatorato generale degli austriaci, e questo di fatti venne provvisoriamente re-istituito dagli Alleati nel febbraio del 1814 come governatorato militare. Ad ogni modo l'Austria espresse ben poco interesse nel recuperare quest'area sotto il proprio dominio. Gli Alleati pensarono dunque di annettere segretamente l'area al nuovo stato olandese tramite il Trattato di Chaumont. Questo fatto venne formalizzato dal Trattato di Parigi del 30 maggio 1814, nel quale il Belgio dalla riva sinistra della Mosa venne annesso ai Paesi Bassi.
Vennero in seguito siglati quelli che divennero noti come "Otto articoli di Londra". Sotto i termini di questo trattato, siglato il 21 giugno 1814, Guglielmo Federico ottenne ufficialmente il territorio dei Paesi Bassi austriaci. Divenne governatore generale del Belgio dal 1º agosto, portando avanti quindi un'unione personale tra i Paesi Bassi del nord e del sud, riuscendo per la prima volta dopo tre secoli a riunire tutto il territorio sotto la guida degli Orange.
Guglielmo Federico in seguito tentò di ottenere l'assenso dei rappresentanti del popolo belga alla costituzione olandese, ma incontrò una fiera opposizione in particolare della maggioranza cattolica che viveva nell'area. Ad ogni modo la riunificazione venne portata a compimento il 16 marzo 1815, quando Guglielmo Federico venne incoronato come Guglielmo I del Regno Unito dei Paesi Bassi a Bruxelles.